# Tetritskaro (gemeente)
Tetritskaro (Georgisch: თეთრიწყაროს მუნიციპალიტეტი, Tetritskaros moenitsipaliteti) is een gemeente in het zuiden van Georgië met ruim 23.000 inwoners (2024), gelegen in de regio Kvemo Kartli. De gelijknamige stad is het bestuurlijk centrum. De gemeente heeft een oppervlakte van 1.174 km² en ligt voor het grootste gedeelte in het Kvemo Kartli-plateau.

## Geschiedenis
Na het uiteenvallen van het koninkrijk Georgië in de 15e eeuw behoorde het gebied van de gemeente tot het koninkrijk Kartlië, dat in 1762 overging in het koninkrijk Kartli-Kachetië. In de tussentijd kwam het gebied als gevolg van de Vrede van Amasya in 1555 in Safavidisch Perzisch gecontroleerd gebied te liggen.

### In Russische Rijk

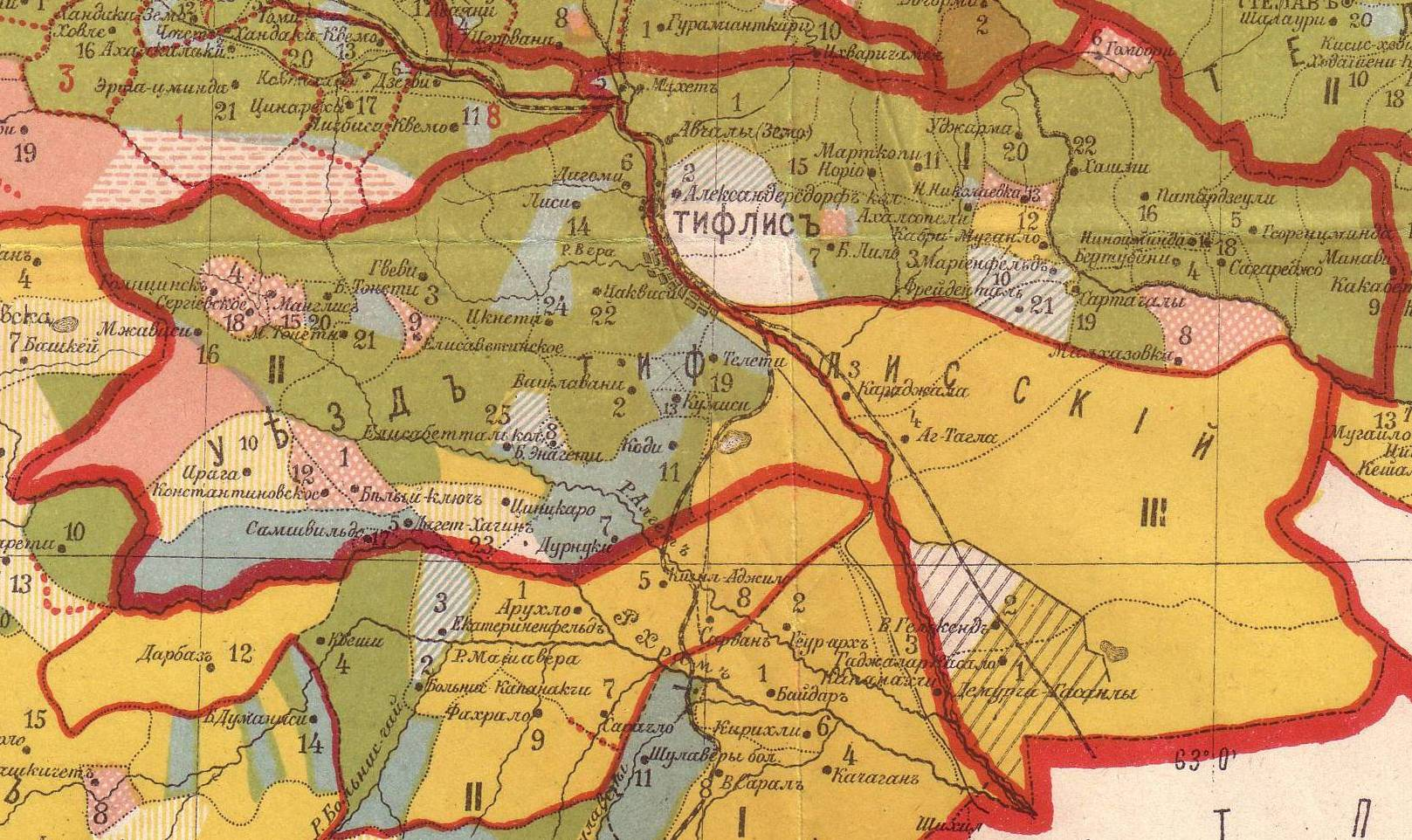
Oejezd Tiflis

In de 18e eeuw worstelde het Koninkrijk Kartli-Kachetië zich los van de Perzische overheersing en was het gebied van Tetritskaro regelmatig het slachtoffer van Ottomaanse en Perzische invallen, wat leidde tot ontvolking. Door het in 1784 gesloten Verdrag van Georgiejevsk tussen Kartli-Kachetië en het Russisch Rijk werd het koninkrijk uiteindelijk vanaf 1801 Rusland ingelijfd.
Na de Russisch-Turkse Oorlog in 1828-1929 en de Krimoorlog (1853-1856) vestigden zich Pontische Grieken en Armeniërs vanuit het Ottomaanse Rijk in onder andere Tetritskaro en het nabijgelegen Tsalka. Daarnaast emigreerden Duitsers in de 19e eeuw naar dit gebied. Deze Kaukasusduitsers stichtten verschillende koloniën, waaronder in 1818 Elisabethtal, het huidige Asoereti in de gemeente Tetritskaro.
Het gebied lag tussen 1804 en 1930 bestuurlijk in het Oejezd Tiflis, dat in de periode 1840-1846 in het Gouvernement Georgië-Imeretië lag en na splitsing van dat Gouvernement in het Gouvernement Tiflis kwam te liggen.

### Vorming district
Na de Sovjet verovering van de Democratische Republiek Georgië in 1921 en de administratieve hervorming in 1930 werd het rajon Agboelachi gevormd (de toenmalige naam voor Tetritskaro) en kreeg het de huidige omvang. In 1940 veranderde de naam in de Georgische vertaling, Tetri-Tskaro. Na de onafhankelijkheid van Georgië werd het district in 1995 ingedeeld bij de nieuw gevormde regio (mchare) Kvemo Kartli, en is het in 2006 omgevormd naar gemeente.

## Geografie
Tetritskaro grenst aan acht gemeenten, te weten in het westen en zuidwesten aan de gemeenten Tsalka en Dmanisi, in het zuiden aan Bolnisi, in het zuidoosten aan Marneoeli, en in het oosten aan Gardabani. Dan in het oosten nog de hoofdstad Tbilisi, in het noordoosten Mtscheta (regio Mtscheta-Mtianeti), en in het noorden ten slotte aan Kaspi (regio Sjida Kartli.

### Lavaplateau
De gemeente bestaat geografisch voor een groot deel uit het Kvemo Kartli Lava Plateau, dat een van west naar oost geleidelijk aflopende hoogte heeft 1.500 - 500 meter boven zeeniveau. Er liggen met name in de westelijke helft heuvelruggen in het landschap met een relatieve hoogte tot 500 meter boven de hoogvlakte. 
De Chrami is de belangrijkste rivier in de gemeente, die de westelijke en zuidelijke grens vormt. Deze rivier stroomt door een ruim 200 meter diepe kloof door het Kvemo Kartli Plateau, de Samsjvilde canyon. In west-oost richting stromen nog enkele andere rivieren door de gemeente. Aan de noordzijde wordt de gemeente begrensd door het Trialetigebergte, terwijl de heuvels in de westkant de overgang vormen naar het hogere Dzjavacheti Plateau dat onderdeel is van het Armeens Hoogland. De hoogste bergtoppen van de gemeente komen nauwelijks boven de 2.000 meter boven zeeniveau uit. De hoogste plek in de gemeente is de Kldekari in het noordwesten aan de rand van het nationaal park Algeti, waar het gelijknamige middeleeuwse fort bovenop staat.

## Demografie
Begin 2024 telde de gemeente Tetritskaro 23.462 inwoners, een toename van 11% ten opzichte van de volkstelling van 2014. Het aantal inwoners in de hoofdplaats Tetritskaro name met 54% toe in diezelfde periode. Na het uiteenvallen van de Sovjet-Unie had de gemeente Tetritskaro tot medio 2002 te maken met een flinke bevolkingsdaling. Er woonden veel Pontische Grieken die na 1989 emigreerden.
| Gemeente Tetritskaro                                                    | - | -     | -     | 39.150 | 36.945 | 34.593 | 36.432 | 25.354 | 21.127 | 22.236 | 23.462 |
| Tetritskaro                                                             | - | -     | 2.156 | 5.564  | 6.896  | 7.281  | 8.692  | 4.041  | 3.093  | 3.771  | 4.762  |
| Manglisi (daba)                                                         | - | 2.883 | 3.528 | 4.333  | 3.757  | 3.797  | 4.013  | 2.752  | 1.441  | 1.698  | 1.684  |
| Verantwoording data: Bevolkingsstatistiek Georgië 1897 tot heden. Noot: |   |       |       |        |        |        |        |        |        |        |        |

### Etniciteit

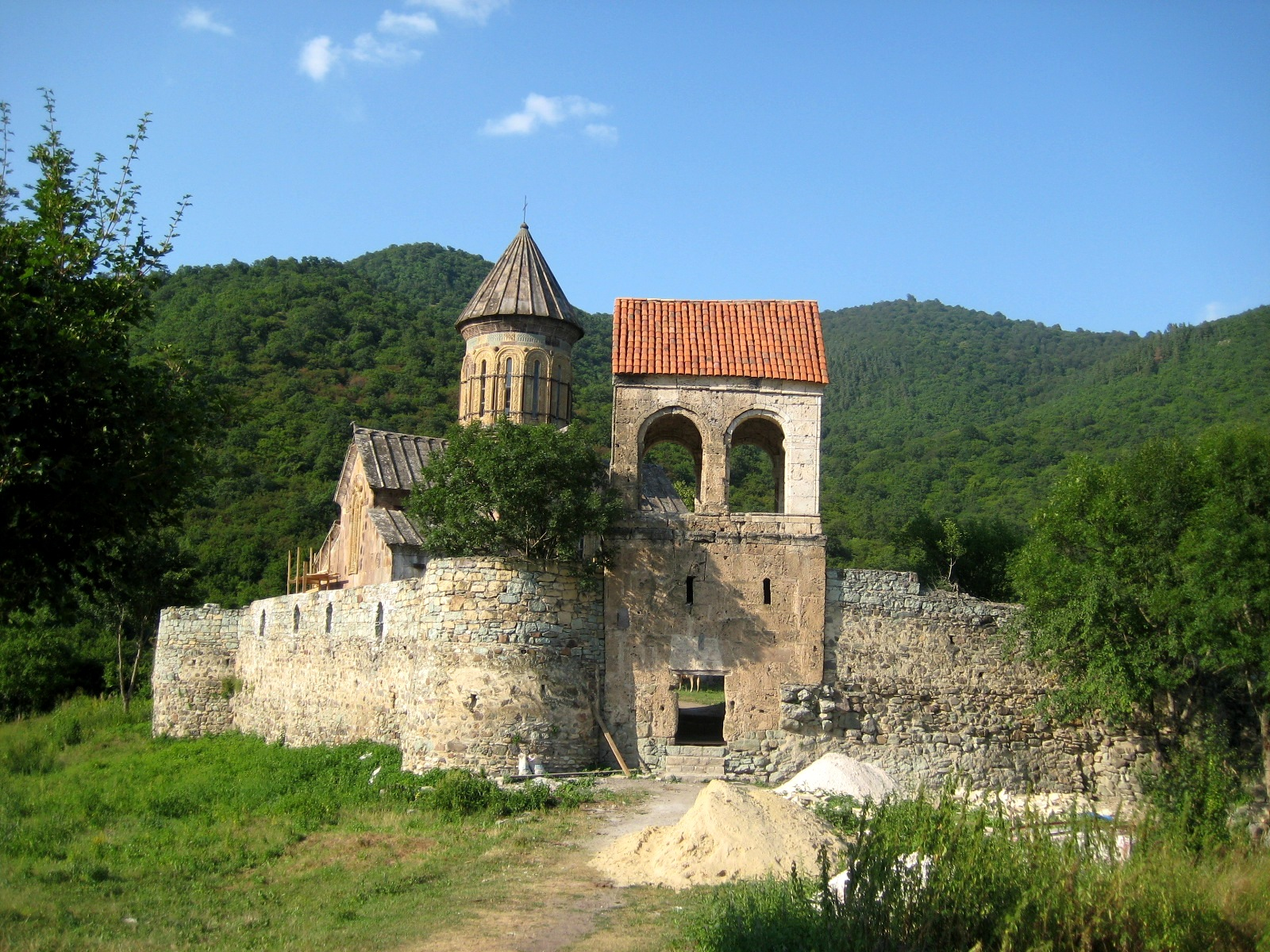
Laat middeleeuws Pitaretiklooster

Tetritskaro had in het verleden een grote Griekse gemeenschap, wat zijn oorsprong had in de 19e-eeuwse migratie van Pontische Grieken naar voornamelijk buurgemeente Tsalka. In de jaren 70 en 80 van de 20e eeuw woonden er ongeveer 7.500 - 8.500 Grieken in Tetritskaro, wat ruim 20% van de bevolking was. Het aantal Grieken nam na de val van het communisme drastisch af vanwege emigratie naar Griekenland. Anno 2014 woonden er minder dan 200 Grieken in Tetritskaro, wat dus nog geen 1% van de bevolking was. In de 19e eeuw emigreerden ook Duitsers naar dit gebied, die enkele dorpen stichtten.

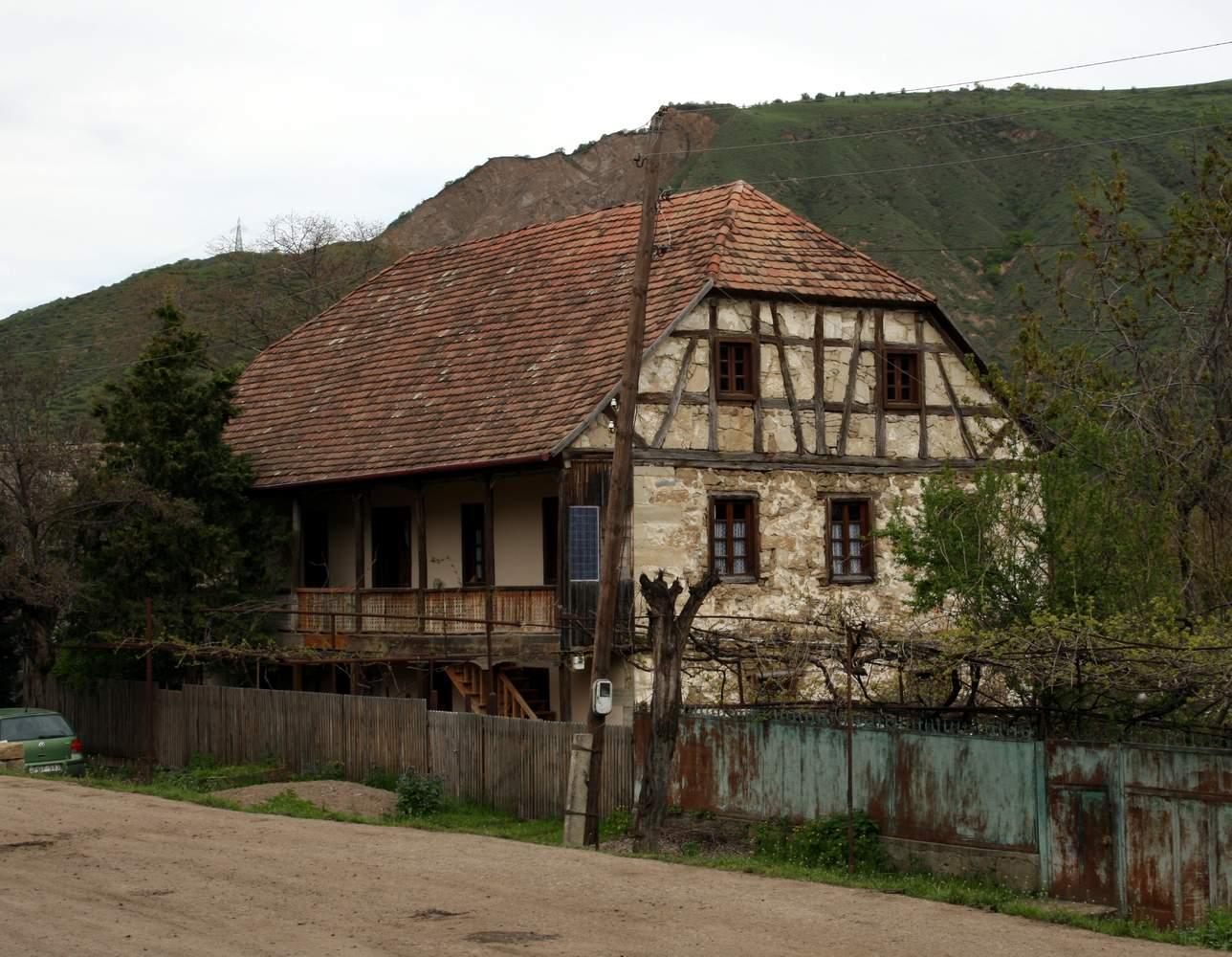
Duits huis in Asoereti.

Tetritskaro was etnisch divers gedurende de Sovjet-periode met substantiële groepen etnische minderheden. Georgiërs waren weliswaar de grootste groep, maar niet in de absolute meerderheid met een aandeel tussen de 40-45%. Naast de aangehaalde Grieken, waren er grote groepen Azerbeidzjanen, Armeniërs, Russen en ook Osseten. Deze laatste groep vindt zijn oorsprong in de Osseetse gemeenschappen in de historische streek Trialeti. Het aandeel Georgiërs is in Tetritskaro naar ruim 80% gestegen, voornamelijk vanwege het vertrek van de andere etnische gemeenschappen.
Het aantal Georgiërs is door de jaren heen vrij stabiel gebleven in de gemeente. Niet alleen Grieken zijn massaal vertrokken, maar ook Russen en Osseten, en op mindere schaal Azerbeidzjanen en Armeniërs. Met de val van de Sovjet-Unie vertrokken Russen overal uit Georgië, de Osseten zijn met name door etnische spanningen in de jaren 1990-1992 vertrokken, ook al raakte het conflict rond Zuid-Ossetië de Osseten in Tetritskaro en Tsalka niet. Volgens de volkstelling van 2014 vormen de Georgiërs (82,5%) de meerderheid in Tetritskaro,  gevolgd door Azerbeidzjanen en Armeniërs (7,3% elk). Het aandeel Grieken is gedaald tot minder dan 1% van de bevolking in Tetritskaro.
| Georgiërs      | 16.000 | 15.665 | 16.732 | 18.769 | 17.424 |
| Armeniërs      | 2.730  | 2.416  | 2.499  | 2.632  | 1.544  |
| Azerbeidzjanen | 5.694  | 5.044  | 4.520  | 1.641  | 1.548  |
| Grieken        | 7.588  | 7.637  | 8.413  | 1.281  | 186    |
| Osseten        | 2.284  | 1.688  | 1.297  | 205    | 85     |
| Russen         | 2.097  | 2.336  | 2.365  | 689    | 277    |
| Totaal         | 36.945 | 35.227 | 36.490 | 25.354 | 21.127 |

### Religieuze samenstelling
De overgrote meerderheid van de bevolking is Georgisch-Orthodox (84,3%), terwijl 10,9% islamitisch is en 2,7% Armeens-Apostolisch. Daarnaast zijn er ruim 100 jehova's en enkele tientallen katholieken.

## Administratieve onderverdeling

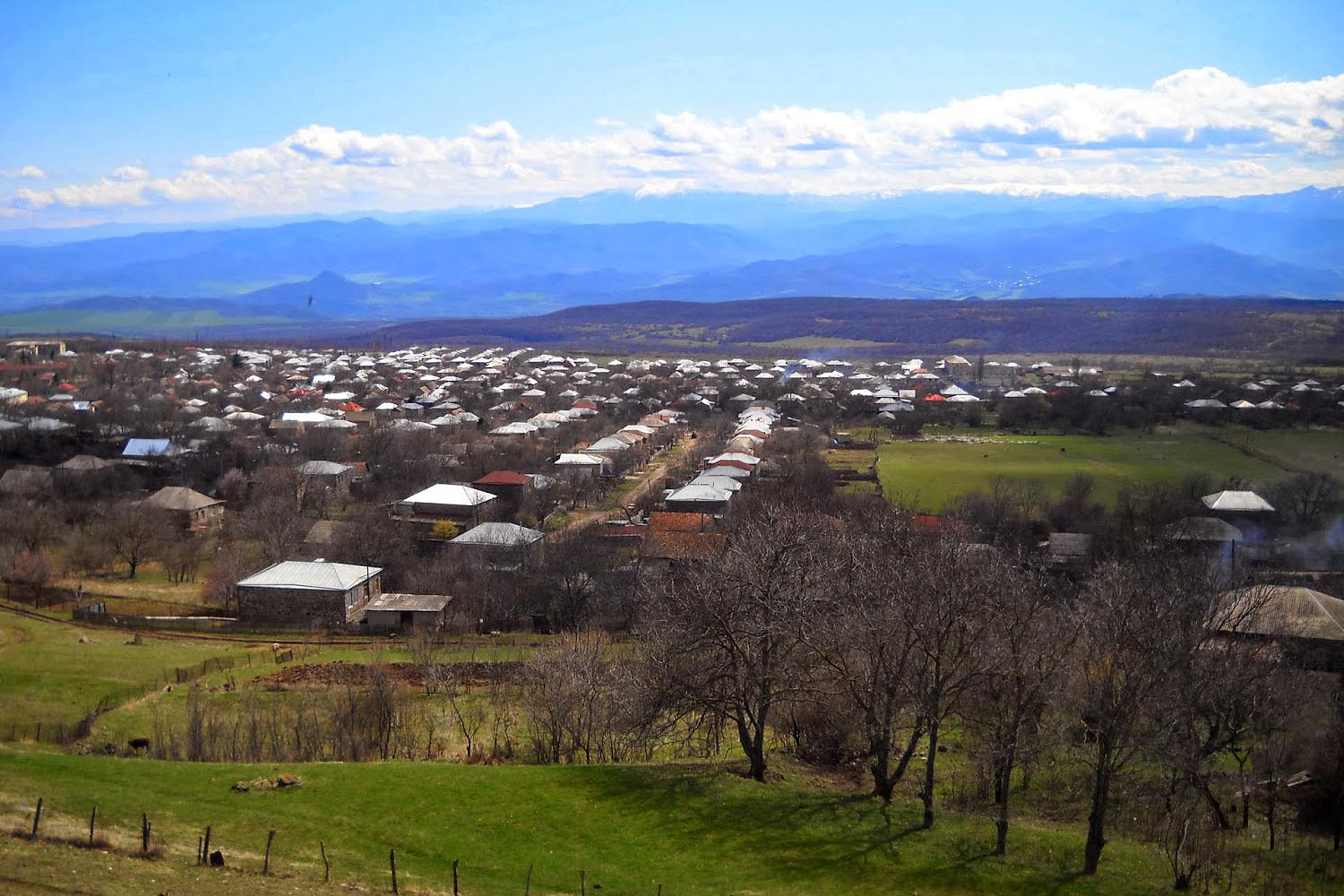
Gemeentelijk centrum Tetritskaro

De gemeente Tetritskaro is administratief onderverdeeld in 19 gemeenschappen (თემი, temi) met in totaal 90 dorpen (სოფელი, sopeli), waarvan 13 onbewoond zijn. Er is één nederzetting met een stedelijk karakter (დაბა, daba) en één stad (ქალაქი, kalaki).
- stad: Tetritskaro;
- daba: Manglisi;
- dorpen: in totaal 90, waaronder Goedarechi en Asoereti.

Tientallen nederzettingen in de gemeente hebben de status van hooglandnederzetting gekregen, waarmee extra overheidsgeld vrijkomt voor ontwikkeling en sociale steun. Dit programma moet de ontvolking van dorpen in de berg regio's tegengaan.

## Bestuur

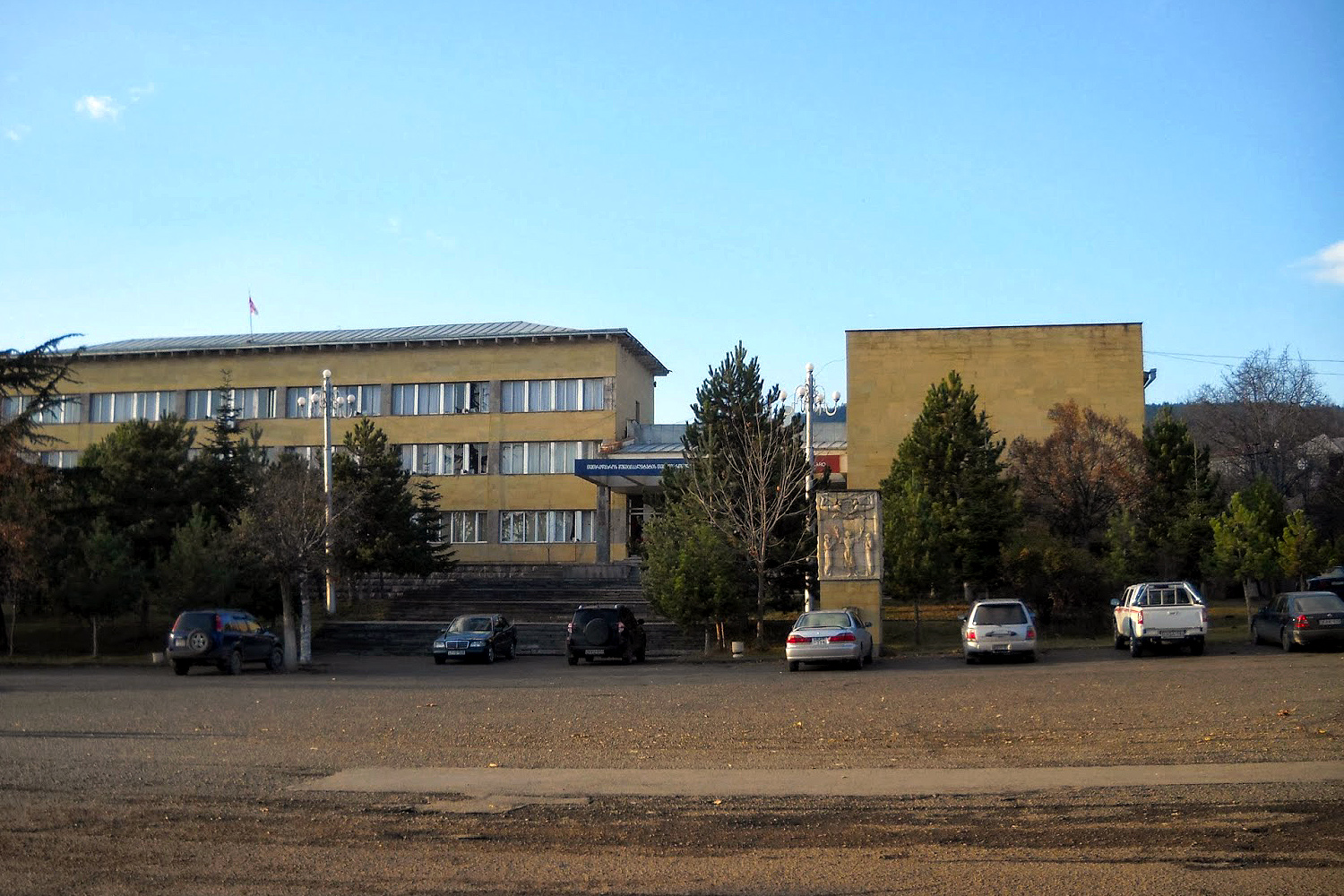
Gemeentehuis in Tetritskaro

De gemeenteraad van Tetritskaro (Georgisch: საკრებულო, sakreboelo) wordt elke vier jaar gekozen in een gemengd kiesstelsel. Een deel wordt via enkelvoudige kiesdistricten gekozen en een deel via evenredige vertegenwoordiging van gesloten partijlijsten, waarvoor een kiesdrempel geldt van drie procent.
| Partij | Partij                             | 2014 | 2017 | 2021 |
| ------ | ---------------------------------- | ---- | ---- | ---- |
|        | Georgische Droom (GD)              | 25   | 29   | 27   |
|        | Verenigde Nationale Beweging (UNM) | 6    | 3    | 7    |
|        | Overige partijen                   | 4    | 3    | 2    |
| Totaal | Totaal                             | 35   | 35   | 36   |

## Bezienswaardigheden

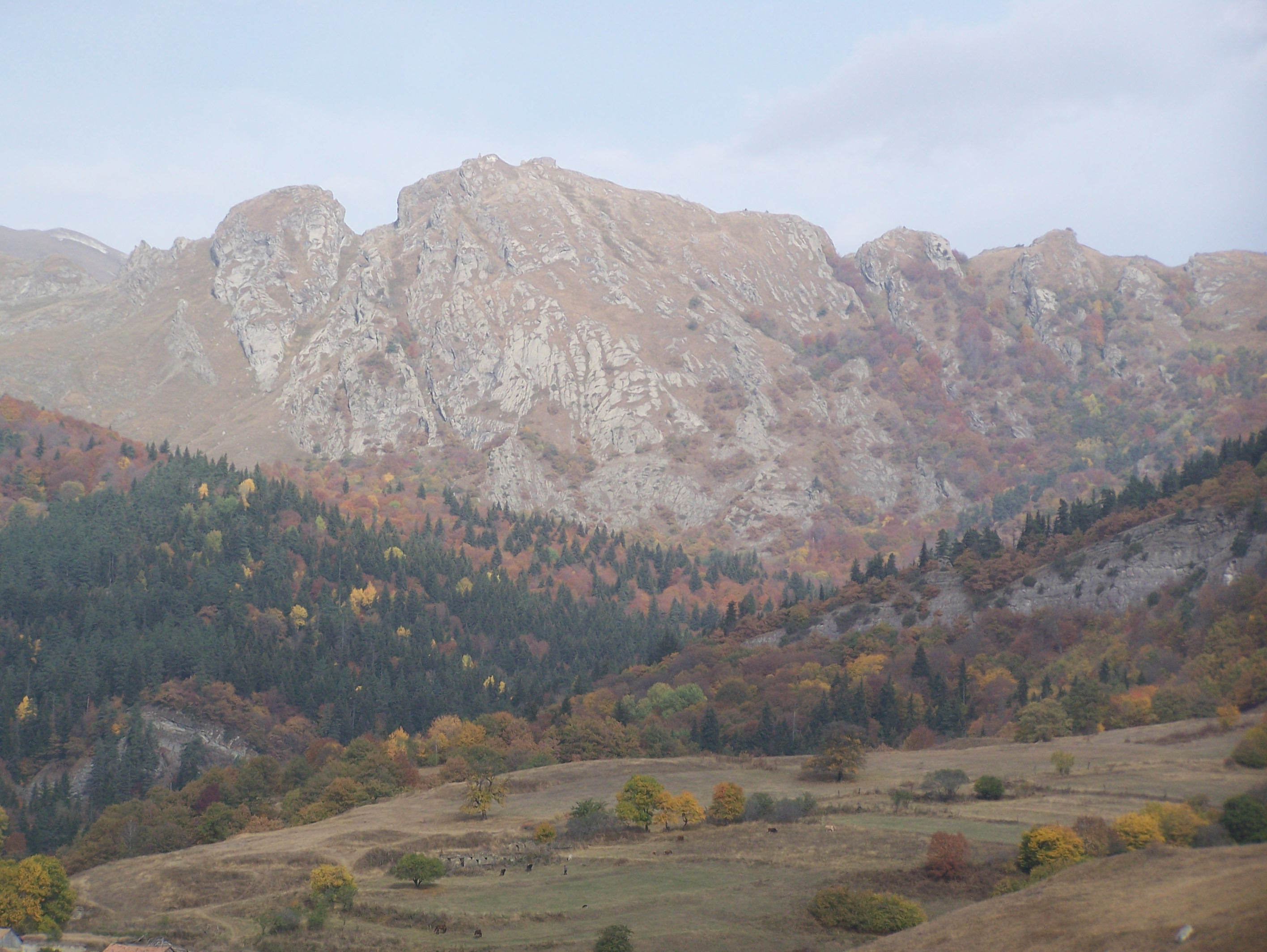
Hogere delen van Nationaal park Algeti, zuidkant van het Trialetigebergte

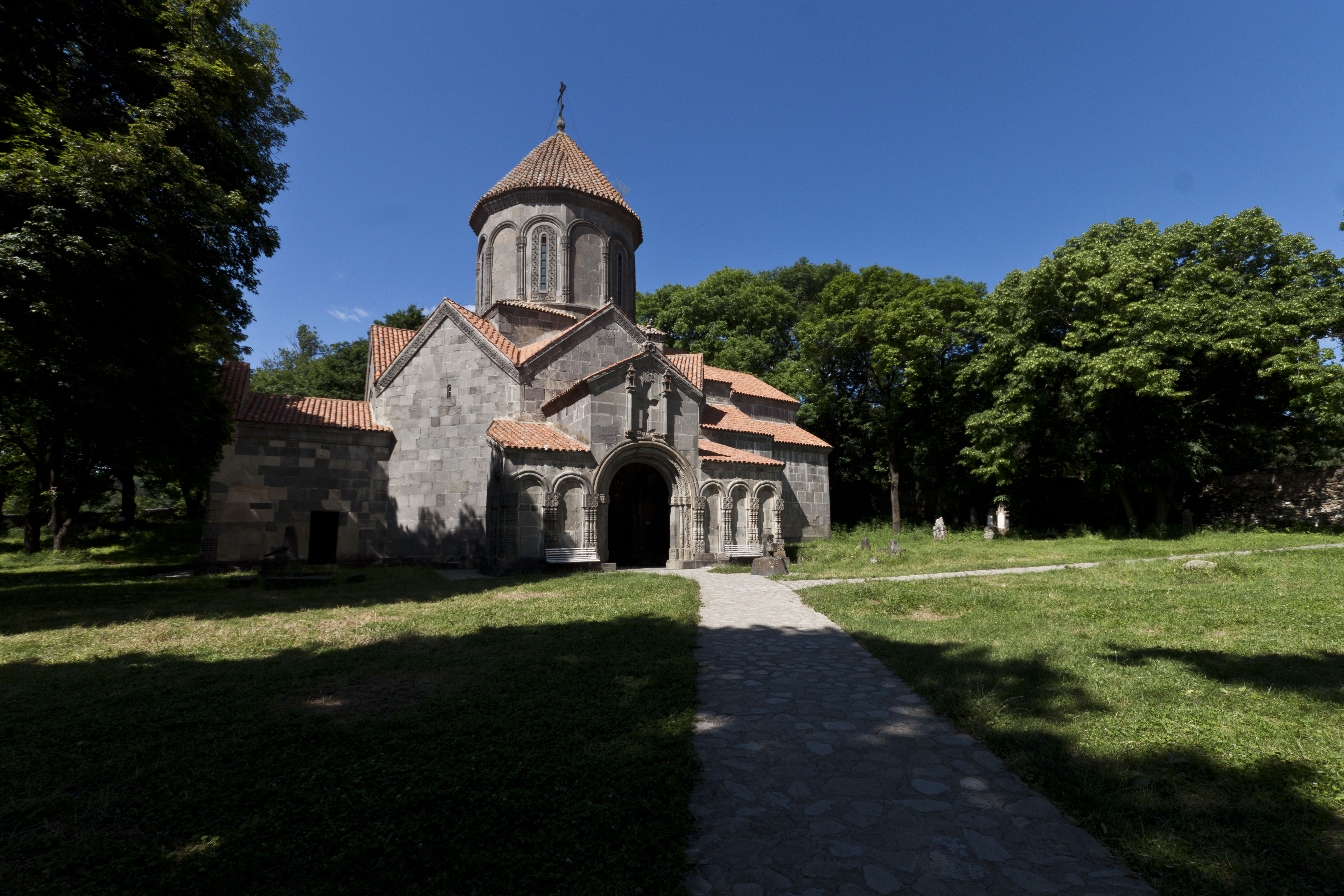
Manglisikathedraal

In de gemeente zijn diverse bezienswaardigheden, voornamelijk natuurschoon en oude ruines:
- Nationaal park Algeti. Een bosrijk beschermd natuurgebied op de zuidelijke hellingen van het Trialetigebergte.
- Manglisikathedraal, een functionerende 6e-7e-eeuwse kathedraal in Manglisi met een voor die periode uniek ontwerp.
- Kldekarifort. Ruïnes van een oorspronkelijk 9e-eeuws fort op een hoge rots vanwaar een weids uitzicht over de hoogvlaktes en het nationaal park Algeti is. Gelegen in de noordwestelijke hoek van de gemeente, op de grens met de regio Sjida Kartli.[34]
- Pitaretiklooster. Een laat middeleeuws klooster in de binnenlanden van de gemeente, op ongeveer 26 kilometer ten zuidwesten van Tetritskaro.
- Samsjvilde. Ruïnes van een gefortificeerde stad en archeologische vindplaats. Locatie van oudste stad van Kartli die teruggaat naar 3e eeuw VC. Een paar kilometer ten zuiden van Tetritskaro.
- Goedarechiklooster. Een 13e-eeuws klooster in het dorpje Goedarechi. De bijbehorende kerk is in 2006 gerestaureerd.

## Vervoer

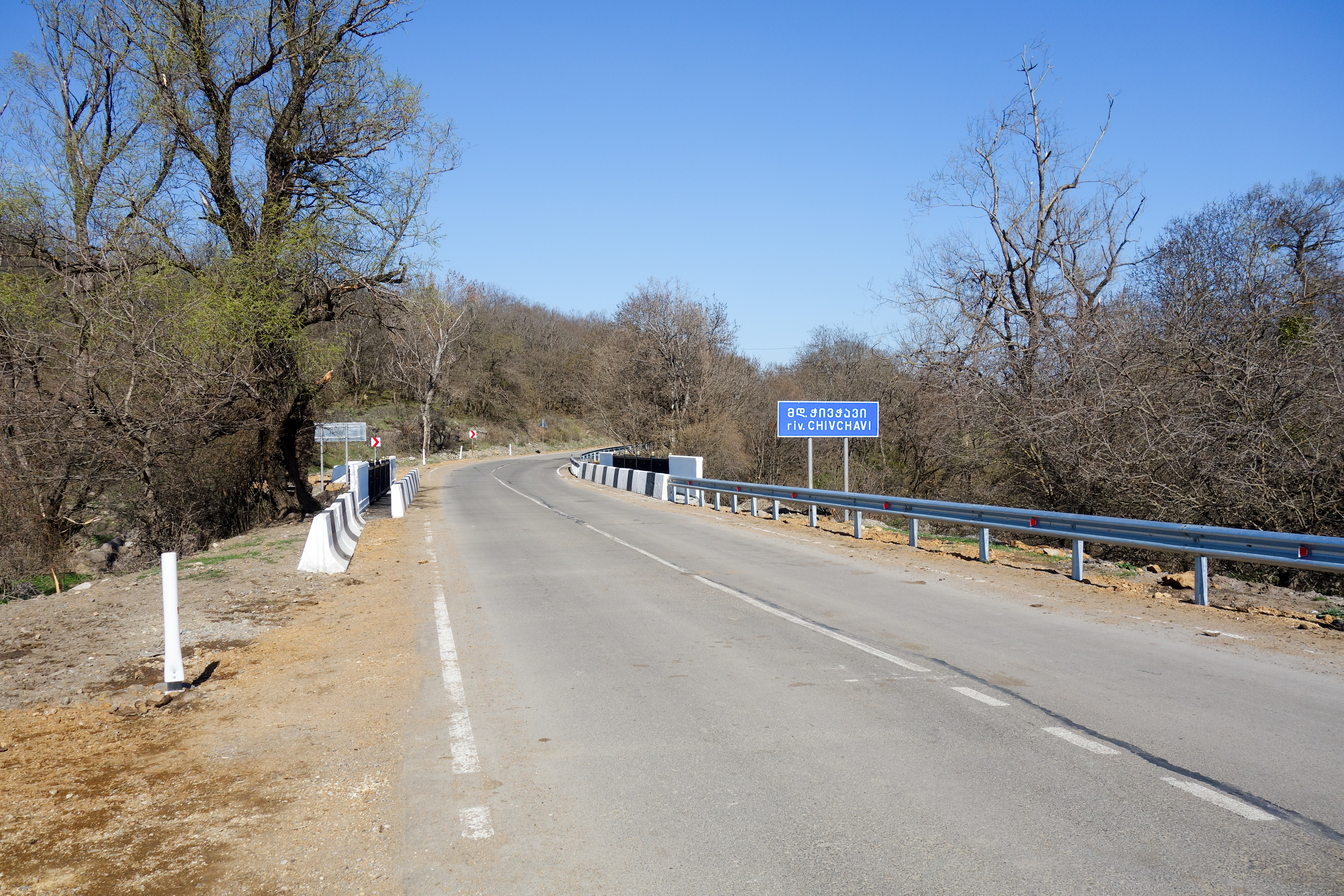
Sh33 bij Tsjivsjavi

De belangrijkste doorgaande weg door de gemeente is de nationale route Sh31 die vanaf de internationale route S6 (E117) tussen Tbilisi en Marneoeli, de regio Kvemo Kartli verbindt met Samtsche-Dzjavacheti. Deze weg eindigt in Ninotsminda vlak bij de Armeense grens. Verder vormt de nationale route Sh33 een belangrijke verbinding voor het gemeentelijk centrum Tetritskaro naar Marneoeli in het oosten, en Tsalka in het westen en is de nationale route Sh34 een korte verbindingsroute vanaf Tetritskaro naar de Sh31.
Sinds de jaren tachtig van de twintigste eeuw is Tetritskaro verbonden met het spoor, door middel van de lijn Marabda - Tetritskaro - Tsalka - Ninotsminda - Achalkalaki. De route is feitelijk sinds 2007 buiten gebruik voor passagiersvervoer nadat deze vanaf 2007 grondig gemoderniseerd werd in het kader van de Baku-Tbilisi-Kars spoorlijn. Sinds 2017 rijden er internationale goederentreinen over het spoor. Het lokale passagiersvervoer is niet hervat.